# Parc du château d'Hämeenlinna
Le parc du château (finnois : Linnanpuisto) est un parc du quartier de Linnanniemi à  Hämeenlinna en Finlande,.

## Présentation
Le château du Häme est entouré d'une vaste zone de parcs nommée parc du château, qui est traversée par la rue pavée de Kustaa III menant du centre-ville au château. 
On considère que la même zone de parcs comprend le petit parc Eino Leino au nord de la rue Niittykatu.
Le parc du château a été construit principalement à la fin des années 1960.
À l'est, le parc est bordé par le lac Vanajavesi, à l'ouest par la rue Tampereentiehe et au sud par les ilots urbains de maisons en bois du quartier Koilliskulma.

## Galerie

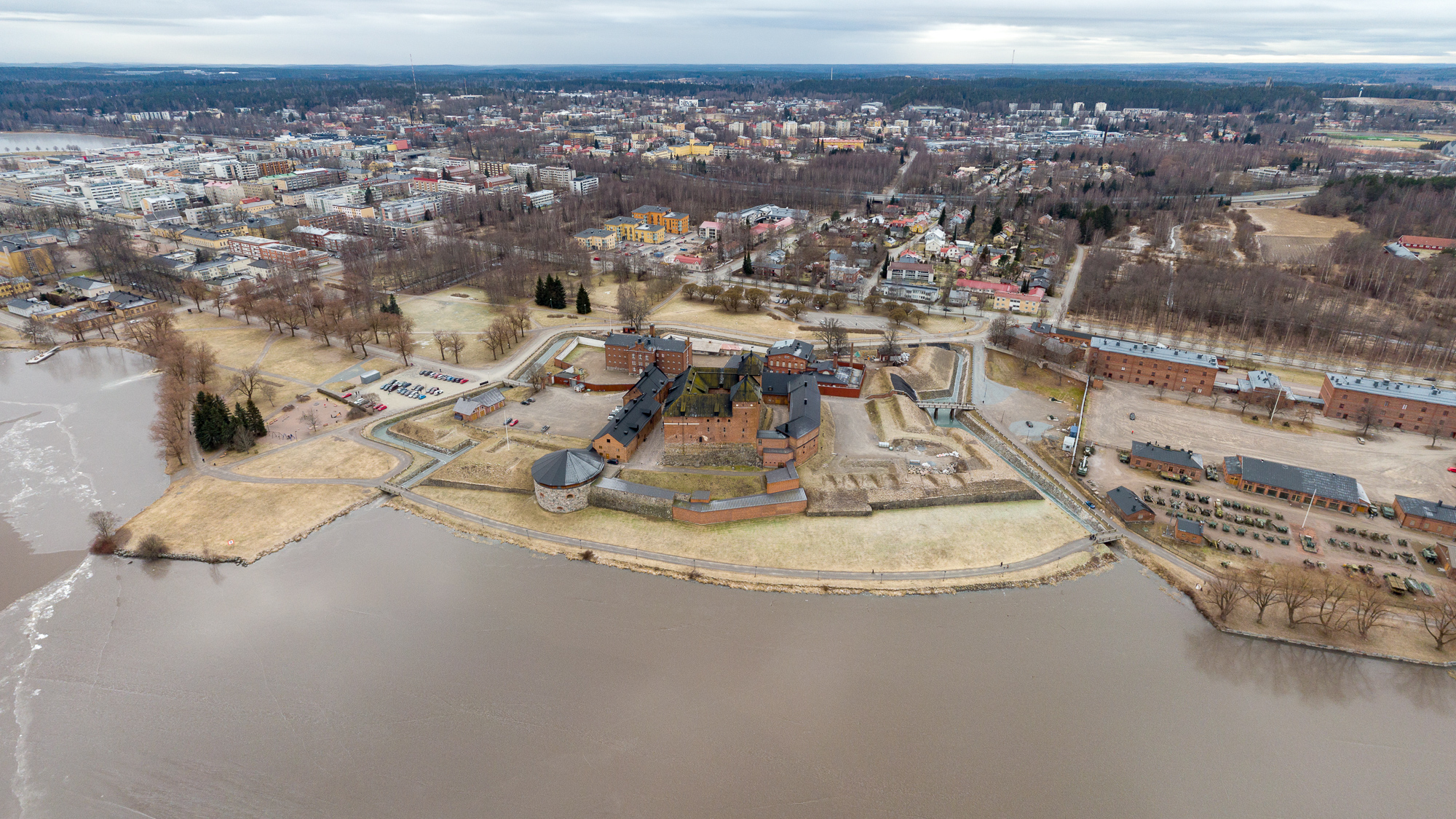
Le château et son parc.